# Istočni Shawnee
Eastern Shawnee (Istočni Shawnee; izgovor šoni), danas jedan od tri glavna ogranaka Shawnee Indijanaca nastanjenih u Oklahomi. U 18 stoljeću (između 1731 i 1786) preci su im imali naselja na području države Ohio. U srepnju godine 1831., zajedno sa Senecama preseljeni su na Indijanski teritorij (danas Oklahoma). Populacija im je 1937. iznosila 2.300.
Danas se službeno nazivaju Eastern Shawnee Tribe of Oklahoma.

## Vanjske poveznice
- Constitution of the Eastern Shawnee Tribe of Oklahoma  Arhivirana inačica izvorne stranice od 27. kolovoza 2009. (Wayback Machine)